# Perilissus
Perilissus is een geslacht van insecten uit de orde vliesvleugeligen (Hymenoptera) en de familie Ichneumonidae.

## Soorten
- P. albitarsis Thomson, 1883
- P. alpestrator Aubert, 1969
- P. anatinus Barron, 1992
- P. araius Burks, 1952
- P. athaliae Uchida, 1936
- P. banaticus (Kiss, 1924)
- P. bellatorius Tosquinet, 1896
- P. bicolor (Cresson, 1864)
- P. brischkei Dalla Torre, 1901
- P. buccatus Kriechbaumer, 1896
- P. cancellatus Barron, 1992
- P. cingulator (Morley, 1913)
- P. cingulatus Brischke, 1888
- P. coloradensis (Ashmead, 1896)
- P. compressus Thomson, 1883
- P. concavus Barron, 1992
- P. concolor (Cresson, 1864)
- P. coxalis Thomson, 1883
- P. decoloratus (Cresson, 1864)
- P. discolor (Cresson, 1864)
- P. dissimilitor Aubert, 1987
- P. dubius Jacobs & Tosquinet, 1890
- P. erythrocephalus (Gravenhorst, 1829)
- P. escazuae Gauld, 1997
- P. fenellae Brischke, 1888
- P. flexuosus (Theobald, 1937)
- P. foersteri Woldstedt, 1877
- P. galbipes Barron, 1992
- P. geniculatus (Uchida, 1928)
- P. gilvus Barron, 1992
- P. helvus Barron, 1992
- P. holmgreni Habermehl, 1925
- P. impunctatus Barron, 1992
- P. luciae Gauld, 1997
- P. lutescens Holmgren, 1857
- P. maltractator Aubert, 1987
- P. maritimus Teunissen, 1953
- P. niger (Brischke, 1890)
- P. nigrolineatus (Gravenhorst, 1829)
- P. nigropunctatus Brischke, 1892
- P. nitor Aubert, 1987
- P. nudus Barron, 1994
- P. orientalis Morley, 1913
- P. ovipositor Aubert, 1979
- P. pallidus (Gravenhorst, 1829)
- P. punctatissimus Strobl, 1903
- P. rubrator Aubert, 1984
- P. rubropunctatus (Strobl, 1901)
- P. rufoniger (Gravenhorst, 1820)
- P. rutilus Barron, 1992
- P. semifulvator Morley, 1926
- P. sericeus (Gravenhorst, 1829)
- P. spatulatus Barron, 1992
- P. spilonotus (Stephens, 1835)
- P. testaceoides (Morley, 1926)
- P. townesi Burks, 1952
- P. triangularis Barron, 1992
- P. tripunctor (Thunberg, 1824)
- P. unguiculator Aubert, 1987
- P. variator (Muller, 1776)